# Гунунг-Мулу (національний парк)
Національний парк Гунунг-Мулу у області Мірі, Саравак, Малайзія, — природний заповідник, внесений до Світової спадщини ЮНЕСКО, який включає печери та карстові утворення у горах, покритих дощовими лісами. Парк названий за назвою гори Гунунг-Мулу (гунунг малайзійською — «гора»), другої за висотою у Сараваку (2376 м.н.м.), схили якої є основою парку. Гора складена пісковиками та глинистими сланцями.
Через склад гірських масивів парку, він знаменитий своїми печерами та експедиціями, що направлялись для їх вивчення та вивчення оточуючого дощового лісу, найбільш відома з яких — експедиція Королівського географічного товариства 1977—1978 рр., в межах якої у полі працювали понад 100 вчених протягом 15 місяців. Експедиція була першою з понад 20, які тепер об'єднують у серію під назвою «Проект печер Мулу».

## Геологія та рельєф

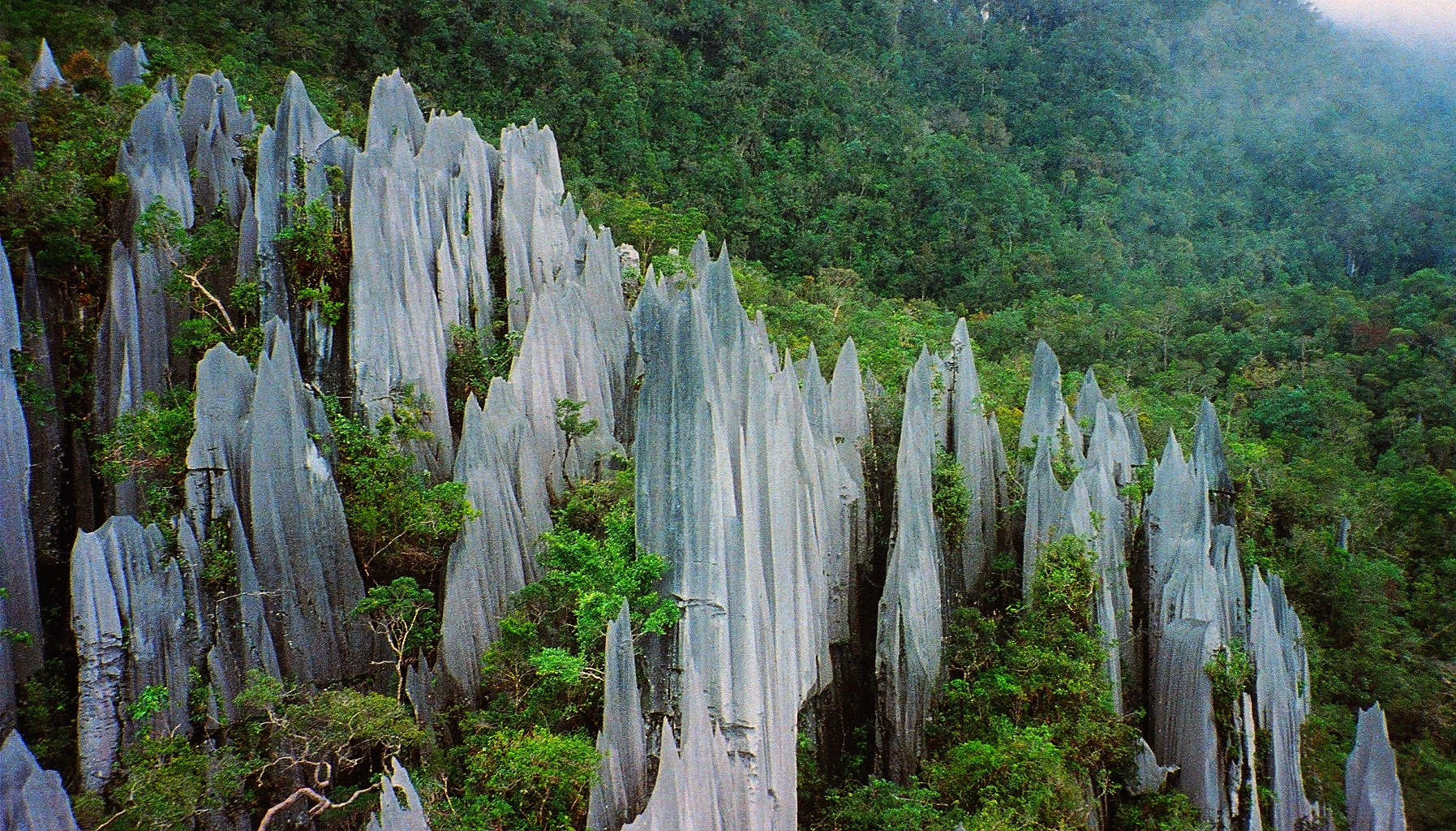
Вапнякові скелі гори Апі

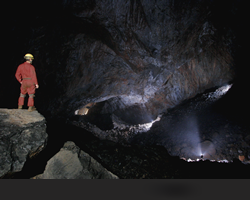
Грот Апі у печері Білого каменя, гора Апі

Національний парк Гунунг-Мулу знаменитий своїми вапняковими karst утвореннями — величезними за об'ємом печерами, протяжними мережами печер, скелястими вершинами, обривами та каньйонами. Гора Мулу — sandstone гора висотою  2 376 м.н.м. складає основу парку; також до парку включені гори Апі, Бенарат та Буда, які належать до одного масиву.
У парку знаходиться найбільша в світі відома природна камера або грот — грот Саравак у печері Гуа Насіб Багус (печері Доброї Вдачі). Грот має розміри 700 м у довжину, 396 м у ширину та принаймні 70 м у висоту. Для уявлення про розмір — у грот може поміститись 40 Boeing 747, крила яких не торкатимуться. Розташована поруч Оленяча печера є однією з найбільших у світі печер з єдиним проходом.
Іншими значущими печерами парку є печера Бенарат, печера Вітрів та система печер Клеарвотер (Прозорої води), яка з відомою довжиною 207 км вважається 8-ю у світі (травень 2014) та може були найбільшою у світі за об'ємом — 30 347 540 м³.
Вапняки Мулу належать до формації Мелінау і їх вік оцінюється між 17 та 40 мільйонами років (від пізнього еоцену до раннього міоцену).
Стратиграфічно, під вапняками та формуючи найвищі вершини у південно-східному секторі парку, включно з горою Мулу, лежить формація Мулу (глинисті сланці та пісковики). Вік цієї породи оцінюється між 40 та 90 мільйонами років (пізній крейдовий період — пізній еоцен).

## Фауна

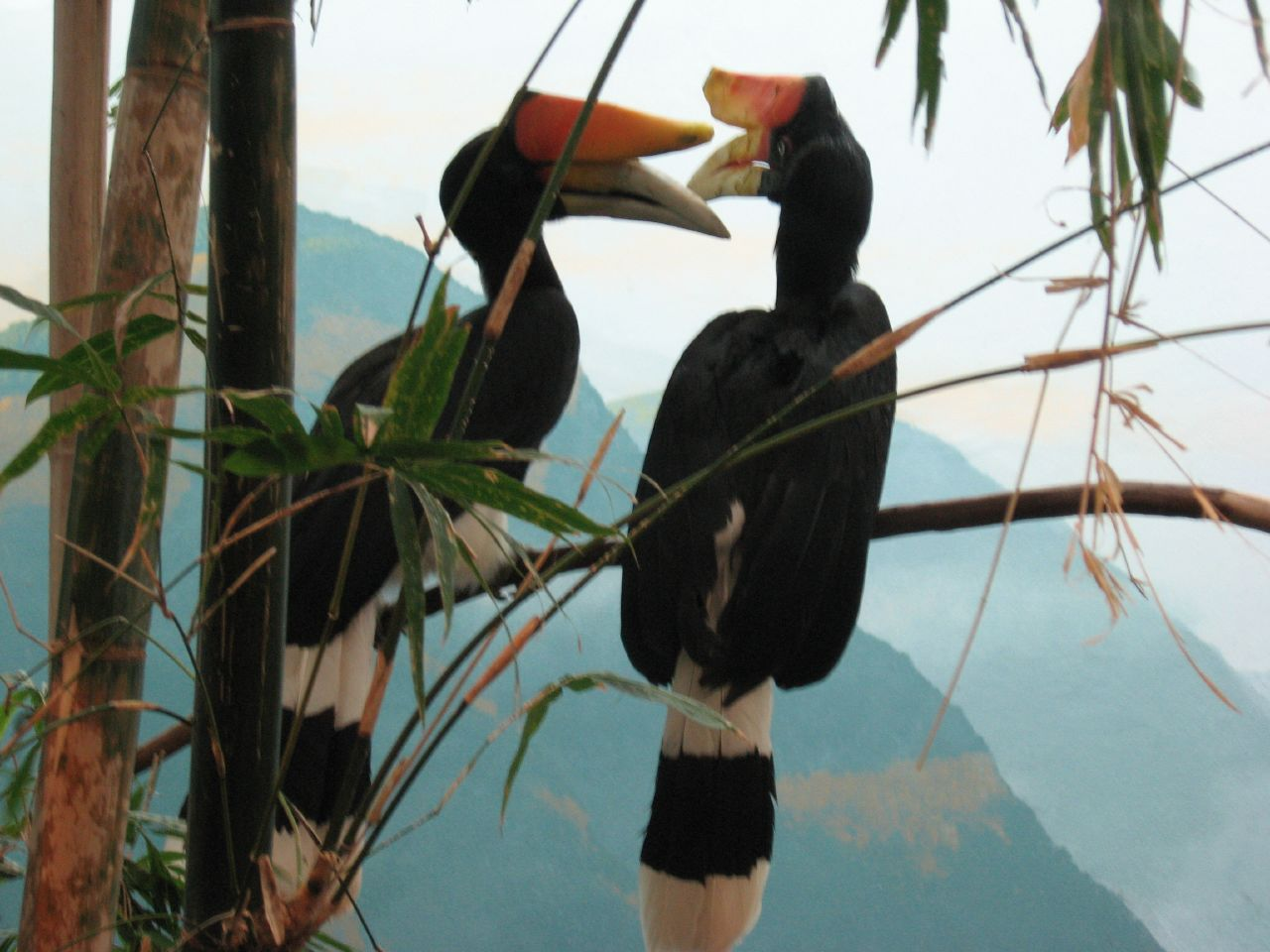
Пара малайських гомраїв

На Мулу було помічено вісім видів птахів-носорогів, у тому числі малайський гомрай (Buceros rhinoceros), який присутній на емблемі штату Саравак, білочубий калао (Berenicornis/Aceros comatus) та шоломодзьобий калао (Buceros vigil).
Також у парку зафіксовано 27 видів лиликоподібних. Оленяча печера у південних вапнякових пагорбах парку є домівкою для величезної колонії Tadarida plicata. Майже щовечора кажани видовищно вилітають з печери на полювання. Свідченням колонії, яка живе під високим склепінням печери є велика купа гуано на підлозі.
До ссавців Мулу також належать свиня бородата, гімнура, землерийки, борнейський довгоп'ят (Tarsius bancanus), довгохвоста макака (Macaca fascicularis), гібони, білки та три види оленів, у тому числі маленькі мунтжак and Tragulidae. Єдиного ведмедя Південносхідної Азії — малайського, також зафіксували у національному парку Гунунг-Мулу.
Ряд амфібій знайдені лише в парку, у тому числі жаба Calluella flava з родини райкових та струмкова ропуха Ansonia torrentis.

## Флора

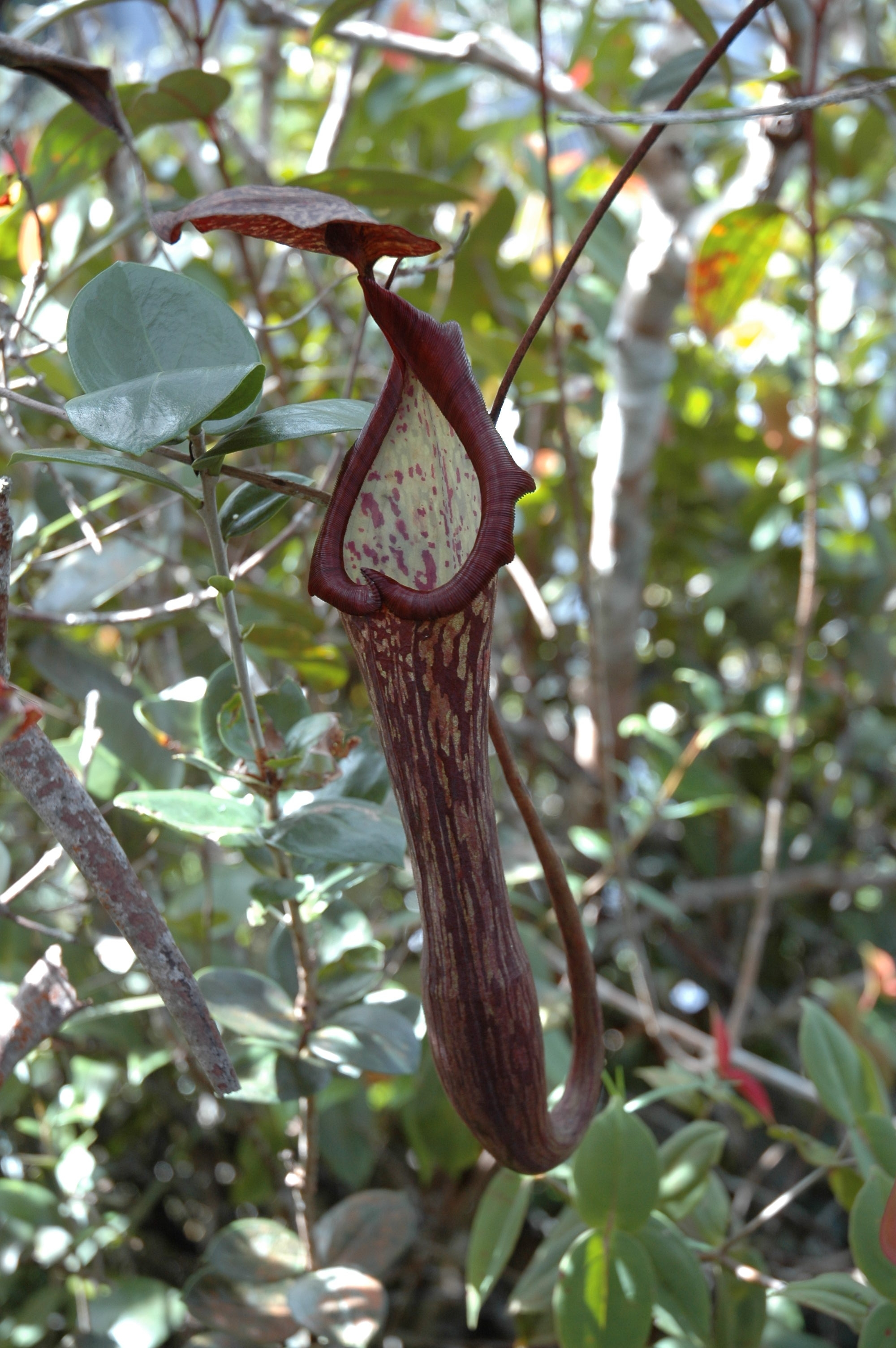
Верхній глечик Nepenthes faizaliana з гори Апі. Цей вид є ендеміком національного парку Гунунг-Мулу.

У національному парку Гунуг-Мулу також спостерігається різноманіття флори, у тому числі квітучих рослин, дерев та грибів, всього понад 3500 судинних рослин, велика кількість ендеміків. 
Відмінність геології, типів ґрунту та топографії дозволила появу різних рослинних зон/поясів та типів. На самій горі Мулу вони представлені долинним змішаним лісом діптерокарпових, гірським лісом помірних висот, хмарним або верхнім гірським лісом та зоною вершинної вегетації та найвищих піках. На вапняках розташовані вапнякові долинний ліс, нижчий та верхній гірські ліси. Інші рослинні співтовариства переважають на алювіальних рівнинах, у тому числі керангас (ліс тропічної пустощі) та ліс торф'яних боліт.

## Доступність
Національний парк Гунуг-Мулу розташований у важкодоступній території Борнео, єдиний раціональний шлях до нього — літаком до аеропорту Мулу з аеропортів міст Мірі, Кота-Кінабалу та Кучинг. Також можливо дістатися річкою з Мірі, яке розташовано у 100 км від парку, шлях з пересадкою, який займає бл.12 годин.
Екскурсії до Мулу переважно містять елемент пригод, оскільки в більшості включають спуску у печери та інші екстремальні види спорту. Однак основний фокус вже змістився до просування важливості парку та його довкілля шляхом розвитку екотуризму. 

## See also
- Gunung Buda Project